# Jean Dubly
Pour les articles homonymes, voir Dubly.
Jean Dubly, dit « Jean le costaud », est un footballeur français évoluant au poste de défenseur. Il est le frère de Raymond Dubly, et d'Albert Dubly (notamment). Il a également porté les couleurs du club anglais de Bradford City.

## Carrière
Jean Dubly évolue au RC Roubaix. Durant la saison 1908-1909, il connaît sa première  sélection en équipe de France. Il affronte sous le maillot bleu lors des Jeux olympiques de 1908 l'équipe du Danemark le 22 octobre 1908. Les Danois s'imposent largement sur le score de 17 à 1. 
Deux ans auparavant, Jean Dubly, alors soldat au 43e régiment d'infanterie à Lille, avait été victime d'un grave accident de la route. Il avait perdu le contrôle de sa motocyclette lancée à vive allure et s’était encastré, tête la première, contre la façade d’une maison voisine, arrachant au passage un gros morceau de plâtre. Grièvement blessé avec une large plaie au-dessus de l’œil, il mettra un moment avant de retrouver toutes ses facultés qui le mèneront néanmoins jusqu’aux Jeux olympiques de Londres.

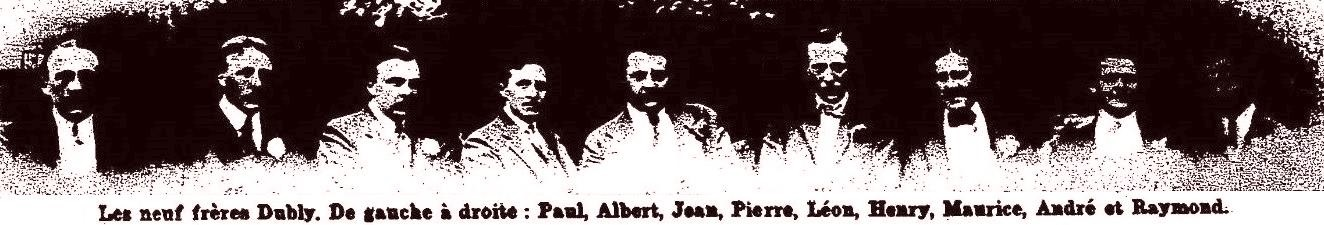
Les neuf frères Dubly, tous footballeurs licenciés à Roubaix.